# تریر استرالیایی
تریر استرالیایی (به انگلیسی: Australian Terrier)، نام یکی از نژادهای سگ است که خاستگاه آن به استرالیا بازمی‌گردد. وزن جنس نر تریر استرالیایی ۶٫۵ کیلوگرم (۱۴ پوند) است . قد جنس نر تریر استرالیایی در حدود ۲۵ سانتیمتر (۱۰ اینچ) است .